# Гербы районов Курганской области
Список гербов муниципальных образований Курганской области Российской Федерации.
На 1 января 2015 года в Курганской области насчитывалось 458 муниципальных образований — 2 городских округа, 24 муниципальных района, 13 городских и 419 сельских поселений.

## Герб Курганской области
| Герб | Наименование            | Дата утверждения | Номер в ГГР |
| ---- | ----------------------- | ---------------- | ----------- |
|      | Герб Курганской области | 1 декабря 1997   | 221         |

## Гербы городов областного подчинения Курганской области
| Герб | Наименование   | Дата утверждения                          | Номер в ГГР |
| ---- | -------------- | ----------------------------------------- | ----------- |
|      | Герб Кургана   | 7 июля 2001 20 марта 2002 30 декабря 2002 | 699         |
|      | Герб Шадринска | 17 июня 1999 1 ноября 2001                | 501         |

## Гербы районов и округов Курганской области
| Герб | Наименование | Дата утверждения                | Номер в ГГР |
| ---- | --- | ------------------------------- | ----------- |
|      | Герб Альменевского района Законом Курганской области от 29 июня 2021 года район преобразован в Альменевский муниципальный округ            | 23 августа 2009                 | 3528        |
|      | Герб Белозерского района Законом Курганской области от 29 декабря 2021 года район преобразован в Белозерский муниципальный округ           | 22 мая 2020                     | 13138       |
|      | Герб Варгашинского района | 28 мая 2009                     | 5712        |
|      | Герб Далматовского района | 8 июня 2004                     | 1693        |
|      | Герб Звериноголовского района Законом Курганской области от 10 декабря 2021 года район преобразован в Звериноголовский муниципальный округ | 26 ноября 2009                  | 5860        |
|      | Герб Каргапольского района Законом Курганской области от 30 ноября 2021 года район преобразован в Каргапольский муниципальный округ        | 30 декабря 2008                 | 4715        |
|      | Герб Катайского района | 18 июня 2013                    | 8466        |
|      | Герб Кетовского района Законом Курганской области от 15 марта 2022 года район преобразован в Кетовский муниципальный округ                 | 25 августа 2010                 | отказ       |
|      | Герб Куртамышского района Законом Курганской области от 12 мая 2021 года район преобразован в Куртамышский муниципальный округ             | 16 июля 2009                    | 5620        |
|      | Герб Лебяжьевского района Законом Курганской области от 30 ноября 2020 года район преобразован в Лебяжьевский муниципальный округ          | 16 марта 2012                   | 7770        |
|      | Герб Макушинского района Законом Курганской области от 23 июня 2020 года район преобразован в Макушинский муниципальный округ              | 15 марта 2019                   | 12273       |
|      | Герб Мишкинского района Законом Курганской области от 10 декабря 2021 года район преобразован в Мишкинский муниципальный округ             | 15 июня 2010                    | 6342        |
|      | Герб Мокроусовского района Законом Курганской области от 8 октября 2021 года район преобразован в Мокроусовский муниципальный округ        | 30 января 2009                  | 4666        |
|      | Герб Петуховского района Законом Курганской области от 12 мая 2021 года район преобразован в Петуховский муниципальный округ               | 30 августа 2019                 | 12557       |
|      | Герб Половинского района Законом Курганской области от 29 декабря 2021 года район преобразован в Половинский муниципальный округ           | 27 ноября 2014                  | 9932        |
|      | Герб Притобольного района | 2010 (или ранее)                | нет         |
|      | Герб Сафакулевского района Законом Курганской области от 5 марта 2022 года район преобразован в Сафакулевский муниципальный округ          | 12 февраля 2009 28 августа 2018 | 12893       |
|      | Герб Целинного района Законом Курганской области от 29 июня 2021 года район преобразован в Целинный муниципальный округ                    | 16 марта 2016                   | 10926       |
|      | Герб Частоозерского района Законом Курганской области от 29 декабря 2021 года район преобразован в Частоозерский муниципальный округ       | 17 мая 2017                     | 11561       |
|      | Герб Шадринского района Законом Курганской области от 10 декабря 2021 года район преобразован в Шадринский муниципальный округ             | 25 декабря 2003                 | 1302        |
|      | Герб Шатровского района Законом Курганской области от 12 мая 2021 года район преобразован в Шатровский муниципальный округ                 | 13 февраля 2013                 | 8336        |
|      | Герб Шумихинского района Законом Курганской области от 23 июня 2020 года район преобразован в Шумихинский муниципальный округ              | 17 октября 2013                 | 8640        |
|      | Герб Щучанского района Законом Курганской области от 29 декабря 2021 года район преобразован в Щучанский муниципальный округ               | 15 декабря 2009                 | 5622        |
|      | Герб Юргамышского района Законом Курганской области от 10 декабря 2021 года район преобразован в Юргамышский муниципальный округ           | 20 февраля 2014                 | 9217        |

## Гербы городов районного подчинения Курганской области
| Герб | Наименование      | Дата утверждения            | Номер в ГГР |
| ---- | ----------------- | --------------------------- | ----------- |
|      | Герб Далматова    | 25 мая 2006                 | 699         |
|      | Герб Катайска     | 13 января 2000              | 589         |
|      | Герб Куртамыша    | 29 марта 2007               | 3275        |
| нет  | Герб Макушино     | нет                         | нет         |
|      | Герб Петухово     | в годы Советской власти (?) | нет         |
|      | Герб Шумихи       | 8 декабря 2005              | 2181        |
|      | Герб города Щучье | 31 октября 2013             | 9098        |

## Гербы посёлков городского типа Курганской области
| Герб | Наименование          | Дата утверждения | Номер в ГГР |
| ---- | --------------------- | ---------------- | ----------- |
| нет  | Герб Варгашей         | нет              | нет         |
| нет  | Герб Каргаполья       | нет              | нет         |
| нет  | Герб Красного Октября | нет              | нет         |
| нет  | Герб Лебяжье          | нет              | нет         |
| нет  | Герб Мишкино          | нет              | нет         |
|      | Герб Юргамыша         | 1980-е (?)       | нет         |

## Гербы сельсоветов Курганской области
| Герб | Наименование                   | Дата утверждения | Номер в ГГР |
| ---- | ------------------------------ | ---------------- | ----------- |
|      | Герб Ичкинского сельсовета     | до 2016 (?)      | нет         |
|      | Герб Частоозерского сельсовета | 14 декабря 2017  | 11765       |

## Гербы сёл и деревень Курганской области
| Герб | Наименование                            | Дата утверждения | Номер в ГГР |
| ---- | --------------------------------------- | ---------------- | ----------- |
|      | Герб села Введенского (Кетовский район) | 2019 (?)         | нет         |
|      | Герб села Шмаково (Кетовский район)     | 2020 (?)         | нет         |